# Viré-en-Champagne
 Viré-en-Champagne  es una población y comuna francesa, situada en la región de Países del Loira, departamento de Sarthe, en el distrito de La Flèche y cantón de Brûlon.

## Demografía
| 392 | 342 | 237 | 190 | 193 | 164 |
| Para los censos de 1962 a 1999 la población legal corresponde a la población sin duplicidades (Fuente: INSEE [Consultar]) |     |     |     |     |     |